# MRNA (guanina-N7-)-metiltransferasi
La mRNA (guanina-N7-)-metiltransferasi è un enzima appartenente alla classe delle transferasi, che catalizza la seguente reazione:
S-adenosil-L-metionina + G(5′)pppR-RNA ⇄ S-adenosil-L-omocisteina + m7G(5′)pppR-RNA (mRNA contenente un cappuccio N7-metilguaninico)
Nella reazione, R può essere una guanosina o una adenosina.